# Crowsoniella relicta
Crowsoniella relicta (svenskt namn saknas) är en sällsynt art skalbagge upptäckt 1975 i centrala Italien. Arten hör till den tidiga och idag ovanliga underordningen Archostemata och är den enda medlemmen av släktet Crowsoniellia samt familjen Crowsoniellidae. Familjen, släktet och arten är uppkallade efter den brittiske zoologen Roy Crowson.

## Utbredning
C. relicta upptäcktes av Roberto Pace 1975 som fann tre hanar i jorden intill några kastanjeträd på Monte Lepini (Lazio) i centrala Italien. Arten har inte setts till sedan dess. Nuvarande status och utbredning är okänd.